# Менсосня
Менсосня (пол. Mięsośnia) — село в Польщі, у гміні Ґловно Зґерського повіту Лодзинського воєводства.
Населення — 144 особи (2011).

## Демографія
Демографічна структура станом на 31 березня 2011 року:
|          | Загалом | Допрацездатний вік | Працездатний вік | Постпрацездатний вік |
| -------- | ------- | ------------------ | ---------------- | -------------------- |
| Чоловіки | 75      | 19                 | 43               | 13                   |
| Жінки    | 69      | 13                 | 41               | 15                   |
| Разом    | 144     | 32                 | 84               | 28                   |